# کلیسای مسروپ مقدس، اهواز
کلیسای مِسروپ مقدس (سورْب مِسروپ) (به ارمنی: Սուրբ Մեսրոպ եկեղեցի) بنایی است در اهواز که مربوط به دورهٔ پهلوی می‌باشد. این کلیسا در خیابان شهید موسوی (حافظ) قرار دارد.

## تاریخ
کلیسای مسروپ مقدس توسط «ترداد داویدیان» در سال ۱۳۴۷ خورشیدی که در شرکت ملی نفت مشغول به کار بوده طراحی و ساخته شد.